# 施雅德
施雅德（西班牙語：Jesús Seade Kuri；1946年12月24日—），音译赫苏斯·塞亚德·库里，出生于墨西哥城，经济学家、外交官和政治家。拥有丰富的贸易谈判和国际金融危机管控经验。从2018年12月1日起担任墨西哥外交部主管北美事务的副部长。2020年6月8日，墨西哥合众国政府正式推举施雅德博士为世界贸易组织（WTO）新一任总干事候选人。2021年9月出任墨西哥合众国驻中华人民共和国特命全权大使。
在他国际贸易领域职业生涯中，施雅德2018年仍在恩里克·培尼亚·涅托总统政府任职时，受当时的总统候选人洛佩斯·奥夫拉多尔邀请，作为其代表人参加《北美自由贸易协定》（TLCAN）更新谈判。洛佩斯·奥夫拉多尔在2019年7月1日总统大选中胜出，当选墨西哥新一届总统。施雅德作为洛佩斯总统过渡政府团队的一员，为成功完成贸易协定的谈判工作作出了突出贡献。新的美墨加贸易协定不仅对墨西哥更公平，还将加强其在参与国互相尊重框架下的发展与合作。
施雅德大使拥有墨西哥和黎巴嫩双重国籍。曾多年在英国、瑞士、美国、香港特别行政区、中华人民共和国和他的祖国墨西哥任职。在法国和巴西也有过一年工作经验。与非洲、拉美、亚洲（包括中国）、欧洲、中东和北美等70多个国家的政府和官员们有过密切合作。作为他职业生涯最突出的成就之一，施雅德曾出任三大世界主要经济组织高级官员：年少时就担任世界银行巴西经济事务负责人；在国际货币基金组织负责大量免除15个非洲国家债务事务，并牵头负责处理土耳其、巴西和阿根廷严重经济危机相关工作；他还是世界贸易组织成立时杰出的谈判代表，推动各方就难以协商的协议达成共识，此后曾任世贸组织副总干事，现为该组织总干事遴选候选人之一。

## 学业经历
施雅德以优异的成绩取得墨西哥国立自治大学化学工程学位，英国牛津大学经济学硕士和博士学位，当时的导师为1996年诺贝尔奖获得者詹姆斯·莫理斯（James Mirrlees）。他也是牛津大学第二个在一年内完成两年制硕士学位课程的学生。他的博士毕业论文论题为“兼顾激励措施和收入分配影响的最佳税收政策”。他在牛津大学学习的最后一年里曾教授微观经济学研究生课程，并在其领域发表了至今依然被作为权威参考的文章

## 职业经历

### 世界银行
1986-1989年在世界银行担任首席经济学家，主要职责之一包括负责国家政策司财政政策制定工作。持续参与了刚果民主共和国（旧称“扎伊尔共和国”）财政改革和政策制定事务和摩洛哥增值税的设定工作，并作出重要贡献。随后，他作为首席经济学家还牵头处理巴西司所有经济事务及工作，包括推动巴西新增值税制度的实行。

### 《关税与贸易总协定》与“乌拉圭回合谈判”
1989年3月，施雅德开始担任墨西哥驻《关税与贸易总协定》大使，带领墨方团队在两次墨美重大贸易争端中胜出：水泥反倾销案和金枪鱼出口查封案5；他还领导过诸多委员会和工作小组，并非常积极地参与了乌拉圭回合谈判。这场规模庞大的谈判(1986-1994)在1989年底陷入三年僵局，最后关贸总协定以领导层换届以作为重生和结束谈判的最后一搏。
在新的领导班子中，彼得·萨瑟兰（Peter Sutherland）任总干事，施雅德则作为三个副总干事之一。乌拉圭回合终于在1993-94年圆满结束，包括完成了一项重要的附加谈判，重点围绕最不发达国家（联合国定义的世界上最贫穷的49个国家）的利益和义务展开，副总干事施雅德领导统筹了该项谈判，使得最终回合的谈判工作得以顺利结束，促进了世界贸易组织的成立。
在寻求谈判最终胜利的阶段，施雅德同时构思并牵头了《乌拉圭回合协议分析》的编写工作，这是发展中国家提出的一项正式要求，必须在谈判结束之前完成。他对谈判结果进行了深刻、诚恳的分析，而非一般预期中的官方短评，为缓解紧张局势中发挥了核心作用，并极大地助成了最终协议。
关贸总协定第八轮多边经贸谈判：“乌拉圭回合”（ 英语：General Agreement on Tariffs and Trade；西班牙语: Acuerdo General sobre Comercio y Aranceles）可以说是经贸谈判体系中最复杂的一环，多边贸易体系也最终得以达成。但在这些谈判中从来没有人提出过建立一个新的组织，大家都致力于在关贸总协定框架下就不同的主题和领域达成一系列重要协议。直到谈判进入最终阶段，三个关贸总协定缔约方：欧洲共同体（1993年演化为欧洲联盟）、加拿大和墨西哥提出建立一个新的组织：世界贸易组织。施雅德为当时的墨方代表。
施雅德大使在担任墨西哥常驻关贸总协定代表期间，领导了墨西哥在1994年加入经济合作与发展组织的谈判工作。墨西哥是第一个加入该组织的发展中国家。随后，施雅德代表墨方直接参与了经合组织贸易与竞争委员会的工作。

### 世界贸易组织
新生的世界贸易组织是二战后建立的重要多边机制，被认为是“人类历史上为规范世界贸易作出的最大努力”。施雅德大使作为世贸组织副总干事，直接负责与协调诸多重要领域的工作，包括：世贸组织和各国政府、企业和媒体的关系、贸易-金融及和布雷顿森林体系制度的关系、世贸组织和联合国系统的关系、开发和培训领域，以及轮流主管行政和人事领域。作为世贸组织的代表，他参与了该组织和国际货币基金组织合作协议的谈判工作，为世贸组织争取到了诸多有利条款，随后还促成了与世界银行合作的协议签署。

### 国际货币基金组织
1997年亚洲爆发严重的金融危机以及由此造成的后遗症影响深远，此后几年波及到全世界处于过渡和发展中的国家。1998年，施雅德大使受邀同国际货币基金组织进行合作，出任该组织高级顾问，指导阿根廷、土耳其和巴西重大金融危机应对工作（当时巴西获得了国际货币基金组织历史上最大数额的贷款：从七国集团调拨290亿美元资金）；同时负责了在“重债穷国计划”框架下的15个负债严重非洲国家的大量免债工作。
之后出任财政事务高级顾问，负责提供技术性协助和处理非洲、中东、拉美和欧洲事务；代表国际货币基金组织监督银行、财政和数据透明工作，领导财政透明行动的执行。施雅德大使同时负责在出现贸易政策的任一方面变化时，处理国际货币基金组织立场工作，包括和世贸组织的关系。

### 其他职务
1976-1986年，担任英国华威大学讲席教授职务，并在此期间建立并领导了经济发展研究中心；墨西哥学院（El Colegio de México）经济研究中心创始主任；以访问学者身份在法国巴黎经济研究及其应用中心（ CEPREMAP）和巴西里约热内卢纯数学与应用数学研究所（ IMPA）各进行了一个学期的访问。
1998-2010年在国际货币基金组织及其后续任职期间，同时担任华盛顿特区乔治敦大学法学院国际经济法咨询委员会委员。
2008年-2014年期间担任香港岭南大学副校长，2007年-2016年一直为该校经济学讲席教授。在此期间兼任香港特别行政区政府财经界人力资源咨询委员会及工业贸易咨询委员会成员；在特区政府支持下指导多所香港高校以“香港作为中国和世界金融中心”为议题开展研究。从2007至今在香港法人责任学会扮演重要角色，并担任副主席。
2017年任香港中文大学（深圳）全球事务协理副校长。
2007-2018年12年间多次参与香港特别行政区和中华人民共和国官方、金融和商业论坛。

### 美墨加协定谈判
在2018年7月1日洛佩斯·奥夫拉多尔成功赢得总统大选后，施雅德被任命为原北美自由贸易协定更新工作的谈判代表，并随即加入前总统培尼亚·涅托谈判团队。美墨加协定于2018年9月30日完成三方谈判更新。三国元首：时任墨西哥总统恩里克·培尼亚·涅托、美国总统唐纳德·特朗普以及加拿大总理贾斯汀·特鲁多于2018年11月30日在阿根廷正式签订新版协定。然而，2018年11月美国国会举行中期选举，席位的变化让该协定的批准陷入僵局。因此需要有限重启协商议程，就掌控美国国会多数席位民主党所提出的主要问题寻找三方都接受且满意的解决途径。
为此，洛佩斯总统再次任命施雅德为墨方首席谈判代表，他当时已担任墨西哥外交部负责北美事务的副部长。他的主要任务是确保新的解决策略中任何条款都需有利于墨西哥，并且推动新贸易协定获批。施雅德牵头参与了所有对美经贸谈判的工作，重点围绕美国1962年《贸易扩张法》第232条涉及对墨西哥出口的钢和铝征收关税的内容展开，因为此部分明显是新协定取得两国国会批准的障碍之一。
但2019年4月施雅德接到总统指示接手谈判工作时，已经过去了一年，墨西哥钢铝工业已经受到了严重伤害，在经过持续3周的紧张谈判后，终于找到一个双方都满意的问题解决办法。这一年此后的时间里，应美国国会许多议员的要求，即需要建立有力和可信赖的机制来保证墨西哥履行协议中所有领域的承诺，双方最终达成了保证最小限度影响之前已完成谈判的共识，此举明显地以法制为基础，以平衡和有约束力的方式建立起了成员国间争端解决体系，贸易协定自此再无技术性问题。
2019年7月19日，墨西哥参议院以114票支持，4票反对，3票弃权的投票结果通过了初版美墨加贸易协定。同年以107票支持，1票反对和0票弃权通过了修订版协议。美国众议院于2019年12月19日以385票支持，41票反对通过了修订版协定，美国参议院2020年1月15日以89票支持，10票反对通过美墨加协定。2020年3月13日加拿大上下议院一致通过该协定。
美墨加协定的墨方谈判工作由两届非常不同的政党领导政府前后牵头，最终高票获批；在受两党影响很大的美国同样获参众两院高票通过；加拿大上下议院同样一致通过该协定。由此可见，该协定在这三个国家中所获得的广泛支持和所达成的政治共识是明确而有保障的。

## 挪用公款调查
一系列针对施雅德的指控于2020年10月公开。在他担任墨西哥政府北美副部长期间，施雅德被指控贪污和滥用职权，在2019年和2020年利用公共资金进行5次私人来港旅游的金额超过80万比索（约合40.000美元），假装代表墨西哥政府在那个亚洲城市进行正式佣金，而实际上他只是在探望自己的妻子和家人。在某些旅行中，施雅德会假装在香港有一个工作时间表，以便利用公共财政的资源支付豪华座位的航班费用，而在其他一些旅行中，他会在官方委托下增加飞往香港的航班，完全没有在香港进行任何官方活动的北美地区。总的来说，尽管施雅德的工作区域是北美而不是亚洲，但在这5次飞行中，他本来会和他的妻子在香港呆了一个多月，假装正在对亚洲进行正式访问。根据调查，施雅德和外交部拒绝提供锡德五次来港旅行期间进行的活动的任何证据。鉴于在此期间仅正式注册了一天的活动，因此在对温哥华进行为期11天的正式访问期间，五次旅行中的一次旅行将被隐匿。根据墨西哥法律，挪用公款被视为严重罪行，除必须偿还用于私人目的的公共资金外，还会被解雇和取消资格。 自2021年1月3日起，联邦公共职能秘书正在对这些指控进行调查。2020年11月3日，施雅德宣布辞职并离开公职。 2020年12月1日，他辞去工作和国家，回到妻子居住的香港。